# Elisabet de Bohèmia (1292 - 1330)
|  | Aquest article tracta sobre la reina de Bohèmia. Vegeu-ne altres significats a «Elisabet de Bohèmia». |

Elisabet de Bohèmia (txec: Eliška Přemyslovna)  (Praga, 20 de gener de 1292 (Gregorià) - Praga, 28 de setembre de 1330 (Gregorià)) va ser una aristòcrata txeca de la dinastia Premíslida que va ser Reina de Bohèmia. Va ser filla de Venceslau II i de Judit d'Habsburg. El 1310 va casar-se amb Joan el Cec que va esdevenir rei de Bohèmia i va governar en el seu nom durant les prolongades absències del monarca.
Va tenir set fills, entre ells Carles IV del Sacre Imperi Romanogermànic, Bona de Luxemburg i Joan Enric de Moràvia.